# رسانه گروهی
رسانه‌های گروهی یا رسانه‌های جمعی(به انگلیسی: mass media) مجموعه‌ای از وسایل ارتباطی است که توانایی  تأثیر گذاری بر افکار و دیدگاه‌های جمع زیادی از افراد و گروه‌های اجتماعی را دارا هستند .و عموماً ارتباطی یک سویه را دنبال می‌کنند. رسانه‌های دیداری و شنیداری مانند تلویزیون و رادیو و… از جمله مهم‌ترین رسانه‌های گروهی هستند. از سوی دیگر رسانه‌های گروهی چاپی نیز دسته دیگری از رسانه‌های گروهی هستند که به گفته جان لاک خود را به عنوان رکن چهارم دموکراسی حفظ کرده‌اند. امروزه با گسترش استفاده روزافزون از اینترنت، رسانه‌های برآمده از فضای سایبری جایگاه ویژه‌ای پیدا کرده‌اند. اینگونه رسانه‌ها مانند وبگاه‌های اینترنتی خبرگزاری‌ها، امکان تعامل مخاطب را نیز فراهم می‌کنند و این امر موجب می‌شود که امکان شناسایی نیازهای واقعی مخاطب برای صاحبان اینگونه رسانه‌ها فراهم شود.

## تاثیرگذارترین رسانه‌های گروهی
تاثیرگذارترین رسانه‌های جمعی عبارتند از:
- چاپ
- ضبط صدا
- سینما
- رادیو
- تلویزیون
- اینترنت
- رایانه‌های شخصی
- تلفن‌های همراه
- تبلت ها

## تفاوت رسانه‌های ارتباط جمعی و شبکه‌های اجتماعی[۳][۴]
رسانه‌های جمعی (Mass media) مانند رادیو، تلویزیون و مطبوعات امروزه مخاطب گسترده‌ای در جهان و ایران دارند. این در حالی است که رسانه‌های اجتماعی (Social Media) مانند فیس بوک، توئیتر، یوتیوب و گوگل پلاس نیز درصد مخاطب زیادی دارند، اما رشد بیشتری نسبت به رسانه‌های جمعی دارند.
در زیر تفاوت اصلی بین رسانه‌های جمعی و رسانه‌های اجتماعی وجود دارد:
1. رسانه‌های جمعی مشارکت منفعل مصرف‌کننده است، رسانه اجتماعی مشارکت فعال مصرف‌کننده است.
2. رسانه‌های جمعی ارتباطات یک طرفه «یک به چند» است، رسانه‌های اجتماعی ارتباط دو طرفه «یک به یک» است.
3. رسانه‌های جمعی، مصرف‌کنندگان منزوی را هدف قرار می‌دهند، رسانه‌های اجتماعی مصرف‌کننده‌هایی را تولید می‌کنند که مکالمه و محتوا تولید می‌کنند.
4. رسانه‌های جمعی پیام محور هستند، رسانه‌های اجتماعی از طریق گفتگو محور هستند.
5. رسانه‌های جمعی از مجموعه ای محدود از کانال‌های هدفمند تشکیل شده‌اند، رسانه‌های اجتماعی از تعداد محدودی نامحدود کانال‌های هدفمند تشکیل شده‌اند.

### ویژگی کلی ارتباطات جمعی و ارتباطات اجتماعی
ویژگی رسانه‌های سنتی (Mass media):
۱. مکالمه یک طرفه ۲. سیست بسته ۳. مات ۴. محتوای حرفه ای ۵. استفاده از بازیگران و افراد مشهود ۶. تولید با هدف تصمیم‌گیری اقتصادی ۷. ارتباط‌های معمولاً بدون کنترل ۸. محتوای برنامه‌ریزی شده و از پیش تولید شده ۹. استفاده از استراتژی از بالا به پایین ۱۰. استفاده از زبان رسمی ۱۱. تحلیل‌های ضعیف
ویژگی رسانه‌های اجتماعی (Social Media) :
۱. مکالمه دو طرفه ۲. استفاده از سیستم باز ۳. شفاف ۴. دربارهٔ ۵. محتوای که توسط کاربر ایجاد شده‌است ۶. گرداننده و بازیگر آن کاربران هستند. ۷. تولید با هدف تصمیم‌گیری در جامعه ۸. ارتباط‌های معمولاً بدون ساختار ۹. استراتژی از پایین به بالا دارد ۱۰. استفاده از زبان غیررسمی ۱۱. تجزیه و تحلیل‌های عمیق ۱۲. برخورداری از فضای پویا و فعال
تفاوت عمده رسانه‌های جمعی و رسانه‌های اجتماعی این است؛ رسانه‌های جمعی مخاطب را در موضع انفعالی قرار می‌دهند. رسانه‌های اجتماعی مخاطبان را در مرکز قرار می‌دهد … حتی مارک‌ها در رسانه‌های اجتماعی قرار دارند، آنها کمپین‌های میانجیگری تجاری را ترتیب می‌دهند و با مشتریان موجود یا بالقوه خود ارتباط بسیار تنگاتنگی برقرار می‌کنند.
رسانه‌های جمعی پذیرای مخاطبان گسترده‌تری هستند و اخبار، سرگرمی یا اطلاعات را ارائه می‌دهند. این یک ارتباطات یک طرفه است. به عنوان مثال، تلویزیون، رادیو، روزنامه اطلاعات را از طریق فرایند ارتباط یک طرفه ارائه می‌دهند. ما فقط اطلاعات دریافت می‌کنیم و نمی‌توانیم پاسخ دهیم. رسانه‌های اجتماعی جوامع را گرد هم می‌آورد. مردم اطلاعات را دریافت می‌کنند و می‌توانند در عوض پاسخ خود را بدهند. آنها می‌توانند از طریق رسانه‌های اجتماعی در سراسر جهان صحبت و گفتگو کنند. به عنوان مثال. فیسبوک، واتس‌اپ و توییتر اشکال فرایند ارتباط دو طرفه هستند.
رسانه‌های جمعی همهٔ رسانه‌های فراگیر است، اخبار شبکه‌ها، اخبار ۲۴ ساعته، مجلات، روزنامه‌ها و هر یک از حضورهای آنلاین قبلی.